# Svět techniky – Science and Technology Center

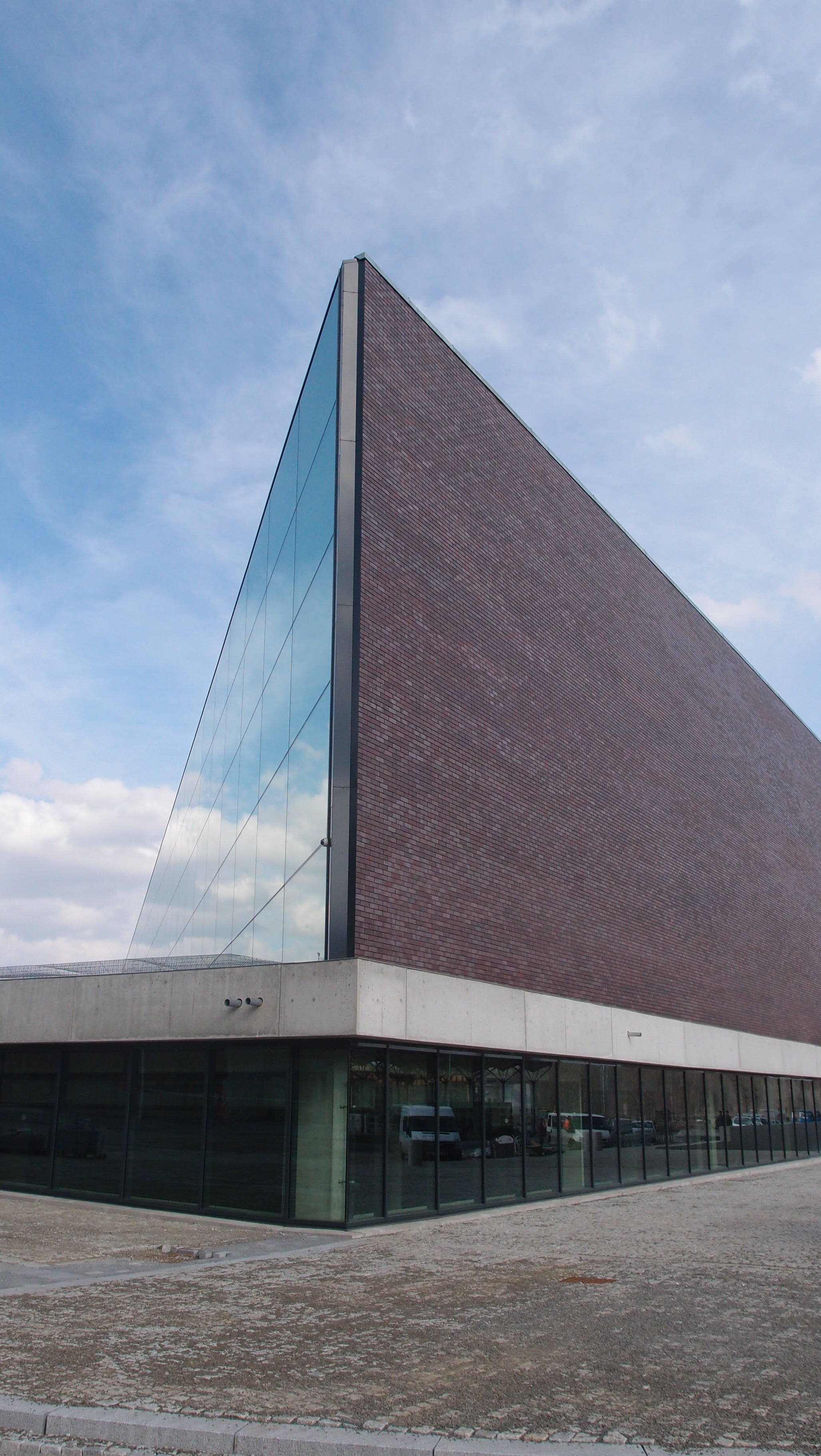
Budova STC Ostrava

Svět techniky – Science and Technology Center (STC) je projekt, který vznikl v Dolní oblasti Vítkovice, v Ostravě, za podpory fondů Evropské unie a rozpočtu České republiky. Tuto platformu tvoří dvě části, Malý svět techniky (objekt interaktivní expozice U6), který je zaměřen na historii tradičních technických oborů a Velký svět techniky (objekt STC), který cílí na současnost a budoucnost vědních oborů. Základní myšlenkou projektu je zvýšení prestiže vědy a výzkumu, změna přístupu k technickým oborům, jejich popularizace a zpřístupnění široké veřejnosti. Svět techniky je součástí České asociace science center. Slavnostní otevření proběhlo 26. září 2014.

## Historie
Zahajovací práce na projektu Světa techniky začaly v roce 2006 zpracováním marketingové strategie pro Moravskoslezský kraj. V letech 2009–2011 projekt pokračoval přípravnými pracemi, byla zpracována základní vize, architektonické řešení a obsah platformy Světa techniky pro popularizaci přírodovědných a technických oborů v Moravskoslezském kraji. V listopadu roku 2011 bylo MŠMT kladně rozhodnuto o přidělení dotace a v květnu 2012 byly zahájeny stavební práce na stavbě STC. V listopadu 2012 byla otevřena první část platformy, a to Malý svět techniky – interaktivní expozice U6. V říjnu 2013 byla dokončena hrubá stavba budovy STC, která byla slavnostně otevřena a zpřístupněna veřejnosti v období od 14. do 20. 3. 2014. Finální dokončení objektu zahrnující instalaci expozic, audio-vizuální techniky a interiérů proběhlo v září 2014. Dne 26. září 2014 byla budova s dokončenými expozicemi a interiérem oficiálně otevřena.

## Malý svět techniky
Výstava Malý svět techniky U6 byla otevřena 16. listopadu roku 2012 v budově bývalé VI. Energetické ústředny v areálu Dolní oblasti Vítkovice v Ostravě. Zkratka U6 znamená označení VI. ústředny, ve které se expozice nachází. Na dvou podlažích je celkem osm tematických světů, inspirovaných knihami Julese Verna.

## Velký svět techniky
Budova Světa techniky – Science and Technology Center (STC) se nachází v průmyslovém areálu Dolní oblasti Vítkovice v Ostravě. Autorem stavby je architekt Josef Pleskot a jeho AP Ateliér. Stavební práce byly zahájeny v květnu roku 2012. Stavbu realizovalo sdružení firem Vítkovice Mechanika, Subterra a Metrostav. Hrubá stavba byla dokončena v říjnu roku 2013. Jedná se o budovu s trojúhelníkovým půdorysem a prosklenou čelní fasádou. Prosklená fasáda má na délku 125 metrů a na výšku 12,5 metrů. Skládá se ze 150 zrcadlových tabulí, které dohromady váží 115 tun. Na ploše čtrnácti tisíc metrů čtverečních se nachází čtyři stálé expozice (Svět vědy a objevů, Svět civilizace, Svět přírody a Dětský svět) a jedna expozice krátkodobá, určená pro dočasné výstavy. Budova zvítězila v Ceně Klubu Za starou Prahu za novou stavbu za rok 2014.

### Střešní zahrada

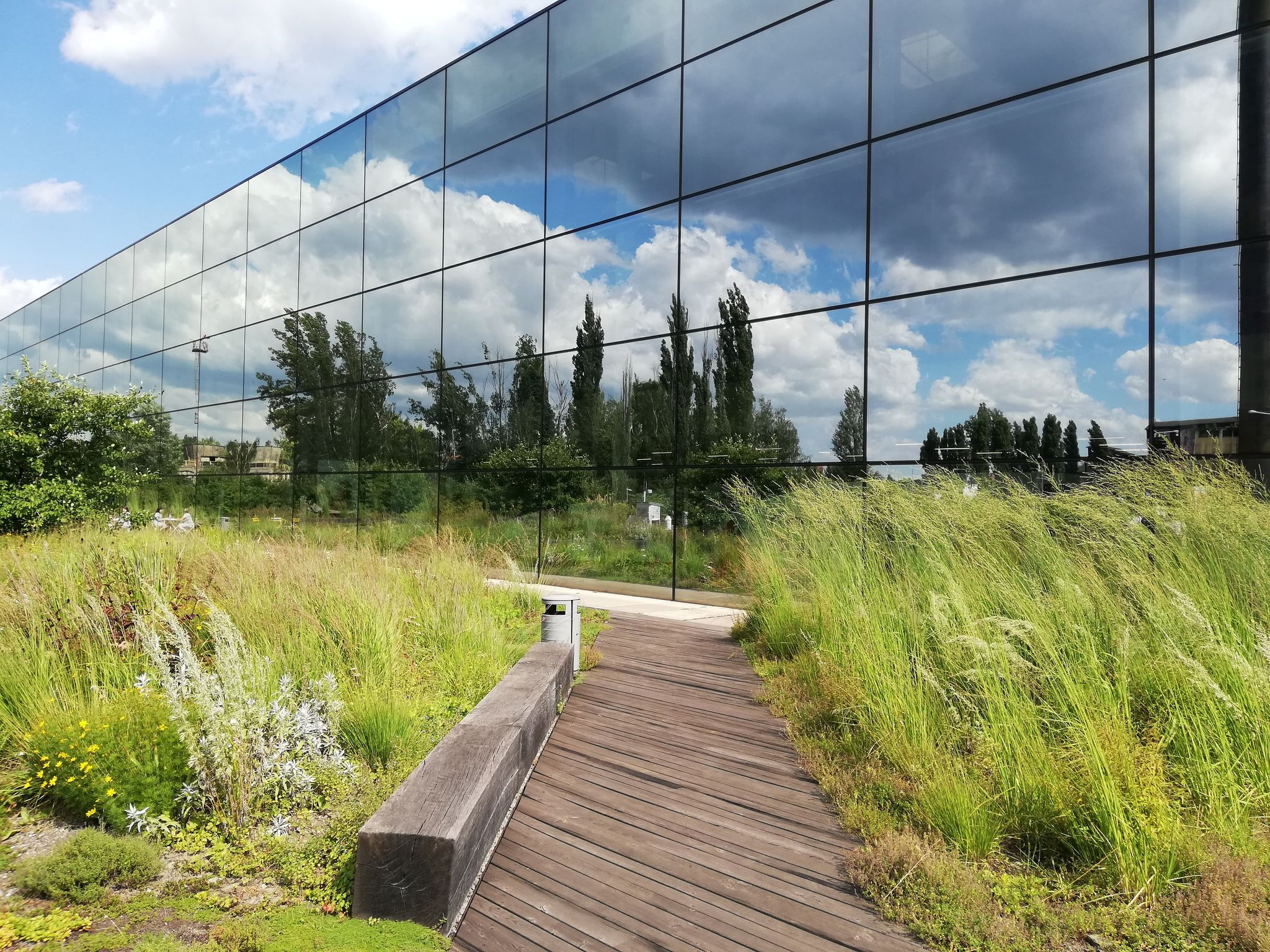
Střešní zahrada

Svět techniky disponuje také střešní zahradou, která získala cenu Zelená střecha roku 2016. Autory projektu zelené střechy jsou Ing. Lýdia Šušlíková a Ing. Zdeněk Sendler z Atelieru zahradní a krajinářské architektury. Zahrada je rozdělena na šest částí rozprostírajících se na ploše velké 2000 m2. Náměty pro realizaci byly čerpány v přírodě – na výsypkách, haldách, opuštěných kolejových vlečkách, které jsou pro Ostravu typické. Celá plocha zahrady je rozdělena trojicí dřevěných mol, kolem kterých v podélné ose prochází chodník z nepravidelně rozložených ocelových pororoštů, prosypaných substrátem z ocelových zbytků kovovýroby, po okrajích se terén mírně zvedá. Součástí zahrady jsou také štěrky a kameny z godulského pískovce, pocházející z nedalekých lomů. K zavlažování je používána srážková voda, která je sváděná ze střechy a shromažďovaná v podzemní místnosti v zásobních nádržích s kapacitou 30 000 litrů. Prosklená čelní fasáda budovy Světa techniky má výšku 12,5 m. Její šířka je 125 metrů. Celá tato plocha se skládá ze 150 zrcadlových tabulí, které dohromady váží 115 tun.